# Discografia di Gary Moore

## Album in studio
- Grinding Stone (1973)
- Back on the Streets (1978)
- G-Force (1979)
- Corridors of Power (1982)
- Victims of the Future (1983)
- Dirty Fingers (1984)
- Run for Cover (1985)
- Wild Frontier (1987)
- After the War (1989)
- Still Got the Blues (1990)
- After Hours (1992)
- Blues for Greeny (1995)
- Around The Next Dream (1996)
- Dark Days in Paradise (1997)
- A Different Beat (1999)
- Back to the Blues (2001)
- Power of the Blues (2004)
- Old New Ballads Blues (2006)
- Close as You Get (2007)
- Bad for You Baby (2008)

## Live
- Live at the Marquee (1983)
- We Want Moore! (1984)
- Rockin' Every Night - Live in Japan (1986)
- Blues Alive (1993)
- Live at Monsters of Rock (2003)

## Raccolte
- Spanish Guitar - Best (1992)
- Ballads & Blues 1982-1994 (1994)
- Out in the Fields - The Very Best of Part 1 (1998)
- Blood of Emeralds - The Very Best of Part 2 (1999)
- Have Some Moore - The Best Of (2002)
- The Platinum Collection - Rock, Blues and Live 3 disc set (2006)

## Singoli (posizioni classifica inglese)
- "Parisienne Walkways" - 1979 - No. 8
- "Out in the Fields" - 1985 - No. 5 α
- "Empty Rooms" - 1985 re-issue - No. 23
- "Over the Hills and Far Away" - 1986 - No. 20
- "Wild Frontier" - 1987 - No. 35
- "Friday on My Mind" - 1987 - No. 26 β
- "After the War" - 1989 - No. 37
- "Still Got the Blues (For You)" - 1990 - No. 31
- "Cold Day in Hell" - 1992 - No. 24
- "Story of the Blues" - 1992 - No. 40
- "Parisienne Walkways" - 1993 re-recording - No. 32

## DVD
- Thin Lizzy Live at Sydney Harbour '78 (1978)
- The Old Grey Whistle Test 2 (2003)
- Live at Monsters of Rock (2003)
- Gary Moore & The Midnight Blues - Live at Montreux 1990 (2004)
- Gary Moore & The Midnight Blues Band – Live at Montreux 1990 (2005)
- Gary Moore and Friends: One Night in Dublin - A Tribute to Phil Lynott (2006)
- The Definitive Montreux Collection - Montreux live 1990, 1995, 1997 und 2001 (2007)

## VHS
- 1985: Emerald Aisles
- 1987: Videosingles
- 1987: Wild Frontier Tour/Live in Stockholm
- 1990: An Evening of the Blues
- 1993: Live Blues
- 1994: Ballads and Blues
- 1996: Blues for Greeny Live
- 2003: Live at the Monsters Of Rock

## Collaborazioni

### Skid Row
- 1970: Skid Row
- 1970: Skid
- 1971: 34 Hours
- 1990: Moore Shiels Bridgeman
- 2006: Live and on Song

### Colosseum II
- 1976: Strange New Flesh
- 1976: Electric Savage
- 1977: War Dance

### Thin Lizzy
- 1974: Night Life
- 1979: The Continuing Saga Of The Ageing Orphans
- 1979: Black Rose: A Rock Legend
- 1983: Live Life

### Greg Lake
- 1981: Greg Lake
- 1983: Manoeuvres

### BBM
- 1994: Around The Next Dream

### Scars
- 2002: Scars

### Altre collaborazioni
- 1970: Honest Injun - Granny's Intentions
- 1970: Heavy Petting - Dr. Strangely Strange
- 1973: Wait Till They Change The Backdrop - Jonathan Kelly
- 1975: The Gramophone Record - Eddie Howell
- 1975: Peter & The Wolf - Jack Lancaster
- 1978: Variations - Andrew Lloyd Webber
- 1978: Moving Home - Rod Argent
- 1978: Electric Glide - Gary Boyle
- 1979: Over The Top - Cozy Powell
- 1980: Solo In Soho - Philip Lynott
- 1980: Skinningrove Bay TS134JQ - Jack Lancaster
- 1981: Tilt - Cozy Powell
- 1982: Johnny Duhan - Johnny Duhan
- 1983: Arrested - Royal Philharmonic Orchestra and Friends
- 1983: Octopuss - Cozy Powell
- 1983: Out Of The Night - Chris Thompson
- 1985: The Beach Boys - den Beach Boys
- 1986: Cancel - Minako Honda
- 1986: Let It Be - Various Artists
- 1987: Minako Collection - Minako Honda
- 1988: K2 - Tales Of Triumph And Tragedy - Don Airey
- 1988: Bel Assis - Mo Foster
- 1988: The Christmas Album - Keith Emerson
- 1989: Lady Of Time - Vicky Brown
- 1990: About Love And Life - Vicky Brown
- 1990: Volume 3 - Traveling Wilburys
- 1991: Southern Reunion - Mo Foster
- 1992: Growing Up In Public - Jimmy Nail
- 1993: Don't Tear Me Up - Mick Jagger
- 1993: Collins Mix - Albert Collins
- 1993: Muddy Waters Blues - Paul Rodgers
- 1994: Highway To The Sun - Snowy White
- 1994: Cities Of The Heart - Jack Bruce
- 1995: Lucille And Friends - B.B. King
- 1996: Evita - Andrew Lloyd Webber
- 1997: Alternative Medicine - Dr. Strangely Strange
- 1997: The Best Of Cozy Powell - Cozy Powell
- 1998. The Cream Of Cream - Jack Bruce (VHS/DVD)
- 2001: Twelve Inches - Frankie Goes To Hollywood
- 2001: Living On The Outside - Jim Capaldi
- 2001: Along For The Ride - John Mayall
- 2001: Soundmills - Various Artists
- 2002: From Clarksdale To Heaven - Various Artists (John Lee Hooker-Tribute Jack Bruce)
- 2004: Poor Boy Blue - Jim Capaldi
- 2004: Broken Rhythms - Trilok Gurtu
- 2005: The Strat Pack - Various Artists (DVD)
- 2006: Definition Of A Circle - Otis Taylor
- 2007: Dear Mr. Fantasy - Various Artists (Jim Capaldi-Tribute)